# Stari Majur
Stari Majur – wieś w Chorwacji, w żupanii pożedzko-slawońskiej, w mieście Pakrac. W 2011 roku liczyła 24 mieszkańców.